# Cleveland (Mississippi)
Cleveland é uma cidade localizada no estado americano de Mississippi, no Condado de Bolivar.

## Demografia
Segundo o censo americano de 2000, a sua população era de 13.841 habitantes.
Em 2006, foi estimada uma população de 12.671, um decréscimo de 1170 (-8.5%).

## Geografia
De acordo com o United States Census Bureau tem uma área de
18,9 km², dos quais 18,9 km² cobertos por terra e 0,0 km² cobertos por água. Cleveland localiza-se a aproximadamente 41 m acima do nível do mar.

## Localidades na vizinhança
O diagrama seguinte representa as localidades num raio de 16 km ao redor de Cleveland.